# Rovérestein
Rovérestein is een landgoed aan de Maartensdijkseweg 5 in De Bilt. Het huis ligt aan de noordkant van de Maartensdijkseweg in de Laagte van Pijnenburg. De naam is afgeleid van rovére (Italiaans: eik) en genoemd naar de adellijke familietak De Rovere van Breugel van de familie Van Breugel.
Het landhuis is in neoclassicistische stijl opgetrokken. Aan de oprijlaan staat het voormalige koetshuis dat met de dienstwoningen en klokkentorentje uit dezelfde bouwtijd stamt. Rovérestein werd rond 1885 gebouwd voor burgemeester N.L. Burman Eyck tot Zuylichem, lid van de familie Eyck en via een gemeenschappelijke voorvader Burman familie van de in 1874 uitgestorven tak De Rovere van Breugel naar wie de villa werd genoemd. Rovére is oud Italiaans voor eik, zodat Rovérestein dezelfde betekenis kreeg als Landgoed Eyckenstein. Eyck was van 1880-1895 burgemeester van Maartensdijk en woonde op Rustenhoven na het overlijden van zijn verre verwante jkvr. Anna Maria de Rovere van Breugel (1793-1874). De tuin werd aangelegd door Leonard Springer die in 1881-1883 ook de tuin van Eykenstein had veranderd. Na de Tweede Wereldoorlog werd in het landhuis een internaat gehuisvest. In 1991 werd het landhuis weer voor bewoning geschikt gemaakt. 

## Beschrijving
Het landhuis met vierkante plattegrond bestaat uit twee bouwlagen in rode baksteen met een afgeplat schilddak. Het huis staat op een aarden verhoging. Een aantal vensters is dichtgemetseld. Het uitgebouwde souterrain heeft een afdak over de gehele breedte van de gevel. De overdekte veranda heeft een balkon met smeedijzeren hekwerk. Alle grote vertrekken op de bel-etage hebben rijk gedecoreerde stucplafonds.